# Vaccinium nummularia
Vaccinium nummularia är en ljungväxtart som beskrevs av Joseph Dalton Hooker, Amp; Thoms. och C. B. Cl. Vaccinium nummularia ingår i Blåbärssläktet, och familjen ljungväxter. Inga underarter finns listade i Catalogue of Life.